# Nefateratura
Nefateratura is een geslacht van rechtvleugeligen uit de familie sabelsprinkhanen (Tettigoniidae). De wetenschappelijke naam van dit geslacht is voor het eerst geldig gepubliceerd in 2000 door Ingrisch & Shishodia.

## Soorten
Het geslacht Nefateratura omvat de volgende soorten:
- Nefateratura mesembrina Kevan & Jin, 1993
- Nefateratura terminata Ingrisch & Shishodia, 2000